# Йоло (округ, Каліфорнія)
Шаблон:StateAbbr_ 38°33′14″ пн. ш. 121°44′17″ зх. д. / 38.553888888889° пн. ш. 121.73805555556° зх. д.
Округ Йоло (англ. Yolo County) — округ (графство) у штаті Каліфорнія, США. Ідентифікатор округу 06113.

## Історія
Округ утворений 1850 року.

## Демографія
За даними перепису
2000 року
загальне населення округу становило 168660 осіб, зокрема міського населення було 152851, а сільського — 15809.
Серед мешканців округу чоловіків було 82451, а жінок — 86209. В окрузі було 59375 домогосподарств, 37468 родин, які мешкали в 61587 будинках.
Середній розмір родини становив 3,25.
Віковий розподіл населення поданий у таблиці:
| Стать    | До 15 років | 15-21 | 22-29 | 30-39 | 40-49 | 50-65 | 65-85 | Понад 85 |
| -------- | ----------- | ----- | ----- | ----- | ----- | ----- | ----- | -------- |
| Чоловіки | 18282       | 13002 | 11428 | 11693 | 11149 | 10145 | 6109  | 643      |
| Жінки    | 17123       | 14509 | 11181 | 12055 | 11660 | 10651 | 7700  | 1330     |

## Суміжні округи
- Колуса — північ
- Саттер — північний схід
- Сакраменто — схід
- Солано — південь
- Напа — захід
- Лейк — північний захід